# Lucy Hatton
Lucy Hatton (née le 8 novembre 1994) est une athlète britannique, spécialiste du 100 mètres haies.

## Biographie

### Palmarès
| Date | Compétition                    | Lieu   | Résultat | Épreuve    | Performance |
| ---- | ------------------------------ | ------ | -------- | ---------- | ----------- |
| 2015 | Championnats d'Europe en salle | Prague | 2e       | 60 m haies | 7 s 90      |

### Records
| Épreuve     | Performance | Lieu     | Date          |
| ----------- | ----------- | -------- | ------------- |
| 60 m haies  | 7 s 90      | Prague   | 6 mars 2015   |
| 100 m haies | 12 s 84     | Clermont | 18 avril 2015 |